# Långasjö kyrka
Långasjö kyrka är en kyrkobyggnad i Långasjö i Växjö stift. Den är församlingskyrka i Långasjö församling. Kyrkan är uppförd 1789 och ligger strax öster om Långasjösjön. I närheten av kyrkan ligger sockenstugan och de gamla kyrkstallarna, byggda vid 1800-talets mitt.

## Historia
Kyrkan föregicks av en medeltida stenkyrka på samma plats. Den västra stenmuren finns kvar, fastän idag ligger den mitt på kyrkogården. 1775 togs det ett beslut att kyrkan skulle byggas. 1779 upprättades ritningar av Överintendentsämbetet för kyrkan, 1789 uppfördes kyrkan och 1794 invigdes den av biskop Olof Wallquist.När den nya kyrkan uppfördes och var försedd med en tornbyggnad revs också den klockstapel som varit belägen norr om kyrkan.

## Kyrkobyggnaden
Långasjö kyrka är en gråstens kyrka i nyklassicistisk stil. Kyrkan är enskeppig med ett rektangulärt plan och har utbyggd sakristia i öster samt ett torn i väster. Huvudingång genom tornet och mittportal på sydsidan. Utsidan är putsad och vitkalkad. Kyrkan är försedd med spåntak förutom torn- och lanternintaken som blev kopparklädda 1992. Nuvarande altartavla från 1957 är målad av Elisabeth Bergstrand-Poulsen som även målat fyra tavlor placerade på västväggen under läktaren.På kyrkorummets södra vägg finns ett triumfkrucifix från 1500-talet.

### Större förändringar
- 1863-1864 Större renovering. Bland annat ny predikstol av orgelbyggaren Johannes Magnusson efter ritningar från Överintendentsämbetet.[1]
- 1890-1894 Interiör renovering. Bland annat pärlspontat innertak och ommålning av interiören.[1]
- 1933-1934 Exteriör och interiör renovering. Bland annat nytt golv och bekvämare sittbänkar. Invändig ommålning med gråvit färgsättning.
- 1957 Korväggens rundbågiga altarnisch igenmurad. Altartavlan ersatt med nuvarande, målad av Elisabeth Bergstrand-Poulsen.[1]
- 1961-1962 Bland annat ommålning av interiören i ton med den nya altartavlan. Altare av röd granit. Ytterdörrarna klädda i kopparplåt.[1]
- 1970 Nytt orgelverk.[2]

- 1972 Ny dopfunt ritad av J.Thelin.[1]
- 1992 Torn- och lanternintaken kopparklädda.[1]
- 2009 Modernisering och restaurering. Bland annat handikappanpassning, nytt tak, ommålning av lanterninen och nya färger i kyrkan.

## Orglar

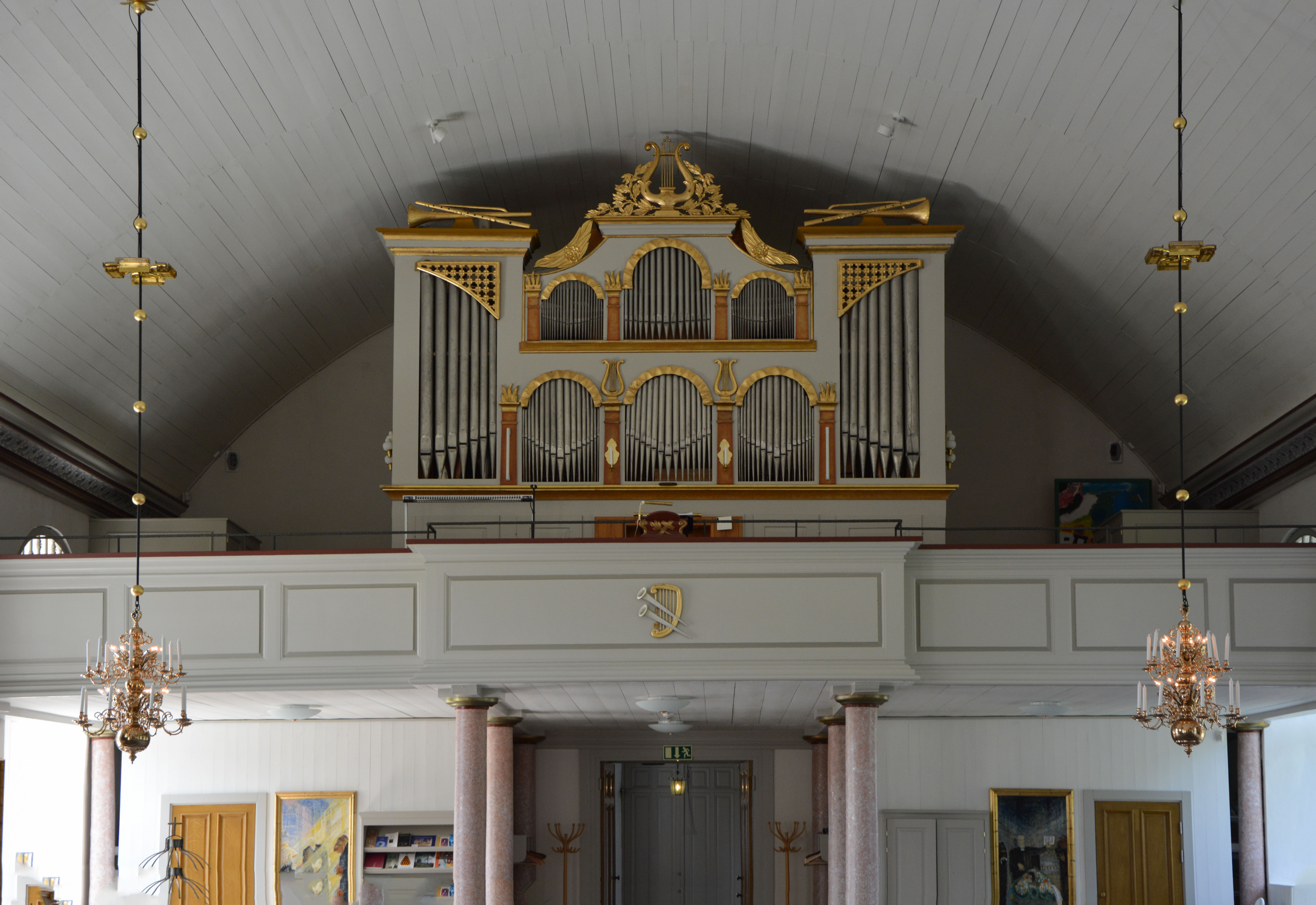
Orgeln med fasad från 1837

- 1837 byggdes en orgel av Johan Petter Åberg, Vassmolösa, med nitton stämmor.
- 1928 ersattes den av en orgel byggd av Olof Hammarberg, Göteborg med sexton stämmor.
- 1970 byggdes den nuvarande mekaniska orgeln på tolv stämmor av J. Künkels Orgelverkstad, som 1971 invigdes i närvaro av dåvarande biskop Olof Sundby. Fasaden är bibehållen från 1837 års orgel.

| Huvudverk (I) C-g3 | Svällverk (II) C-g3 | Pedalverk (P) C-f1 | Koppel |
| Principal 8'       | Gedackt 8'          | Subbas 16'         | I/P    |
| Dubbelflöjt 8'     | Fugara 8'           | Oktavbas 8'        | II/P   |
| Oktava 4'          | Principal 4'        |                    | II/I   |
| Mixtur 1' + 1⁄2'   | Täckflöjt 4'        |                    |        |
| Mixtur 4⁄5' + 2⁄3' | Oktava 2'           |                    |        |
|                    | Crescendosvällare   |                    |        |

## Bilder

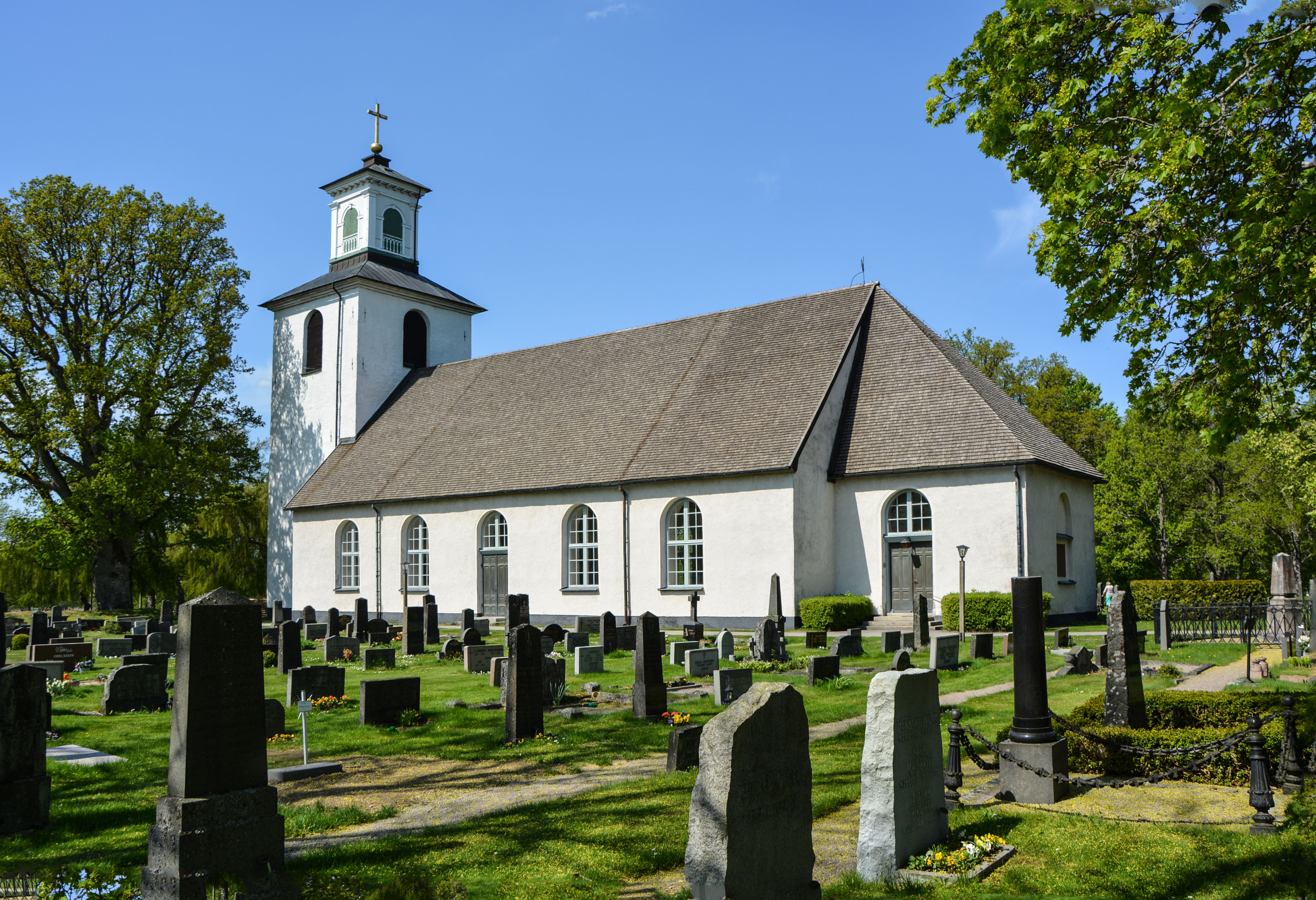
Kyrkan från sydöst.
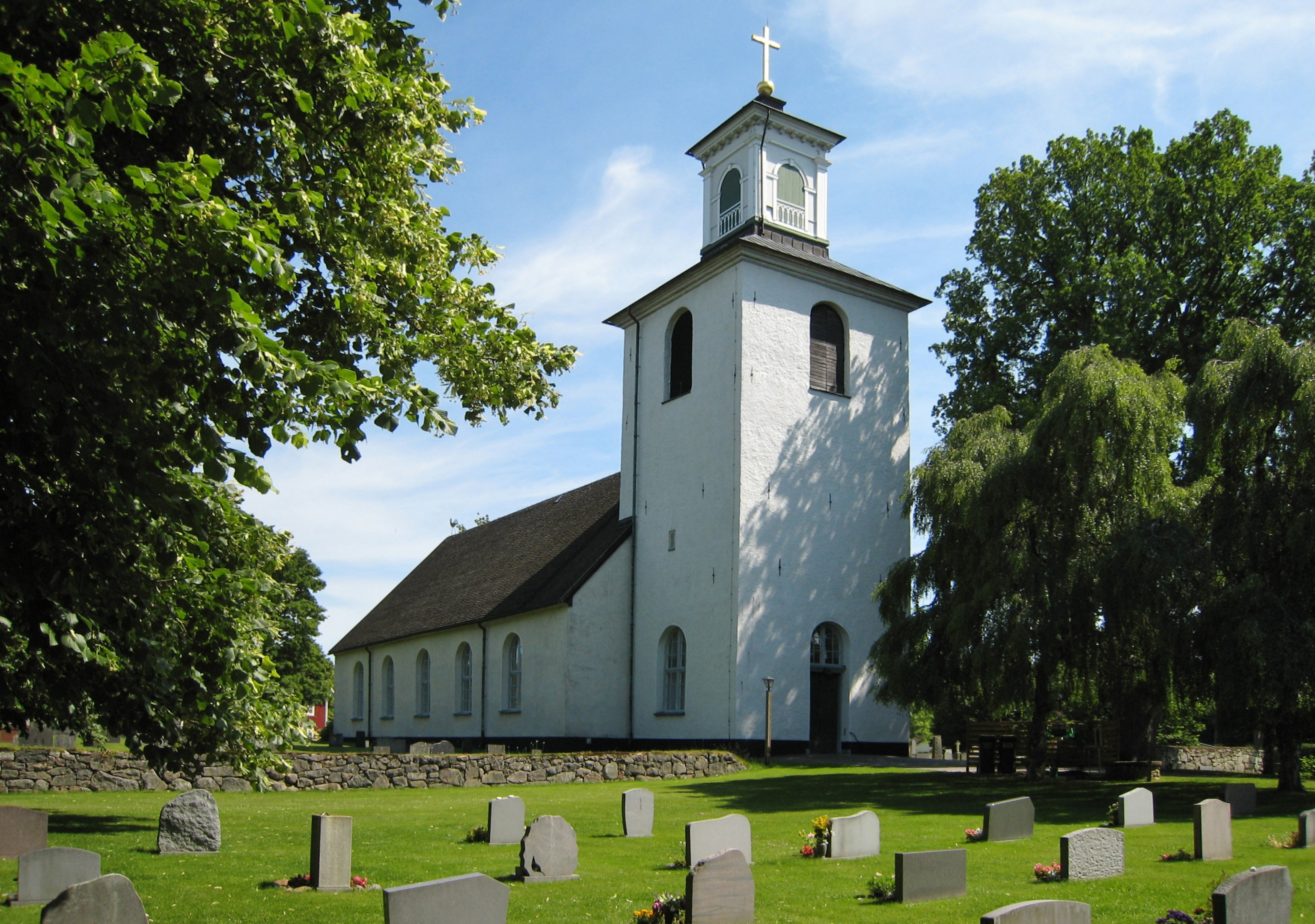
Exteriör från nordväst.
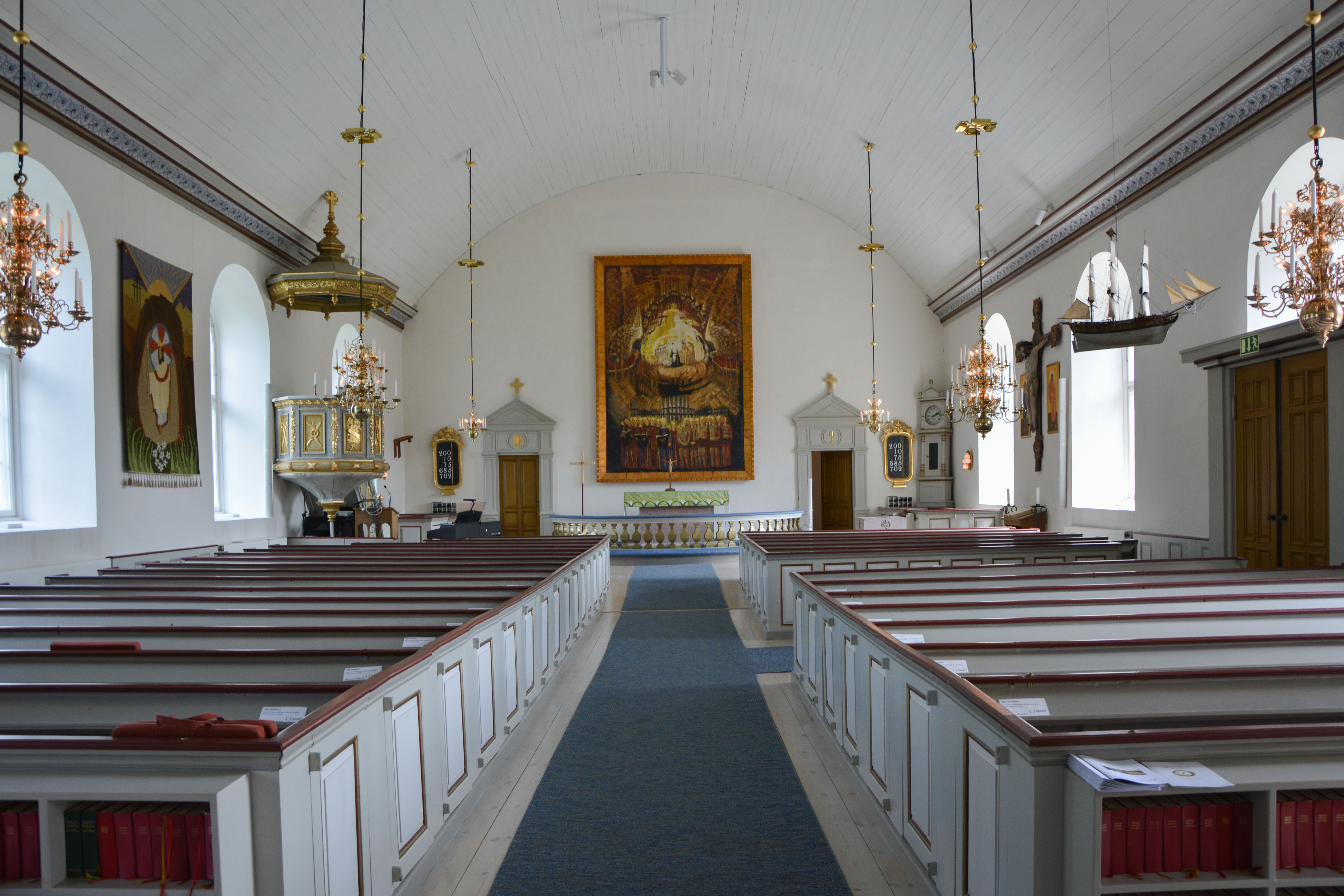
Interiör mot öster.
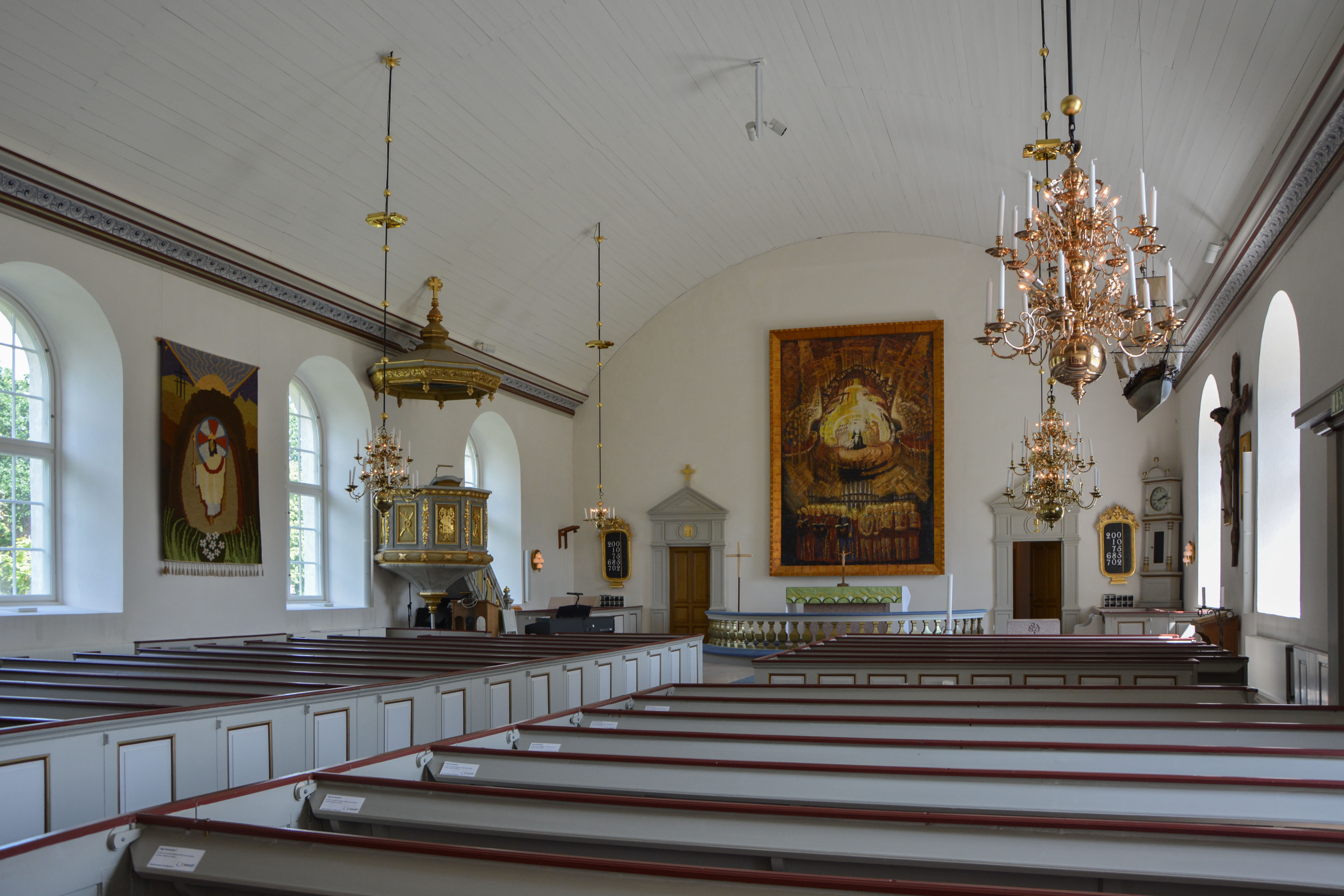
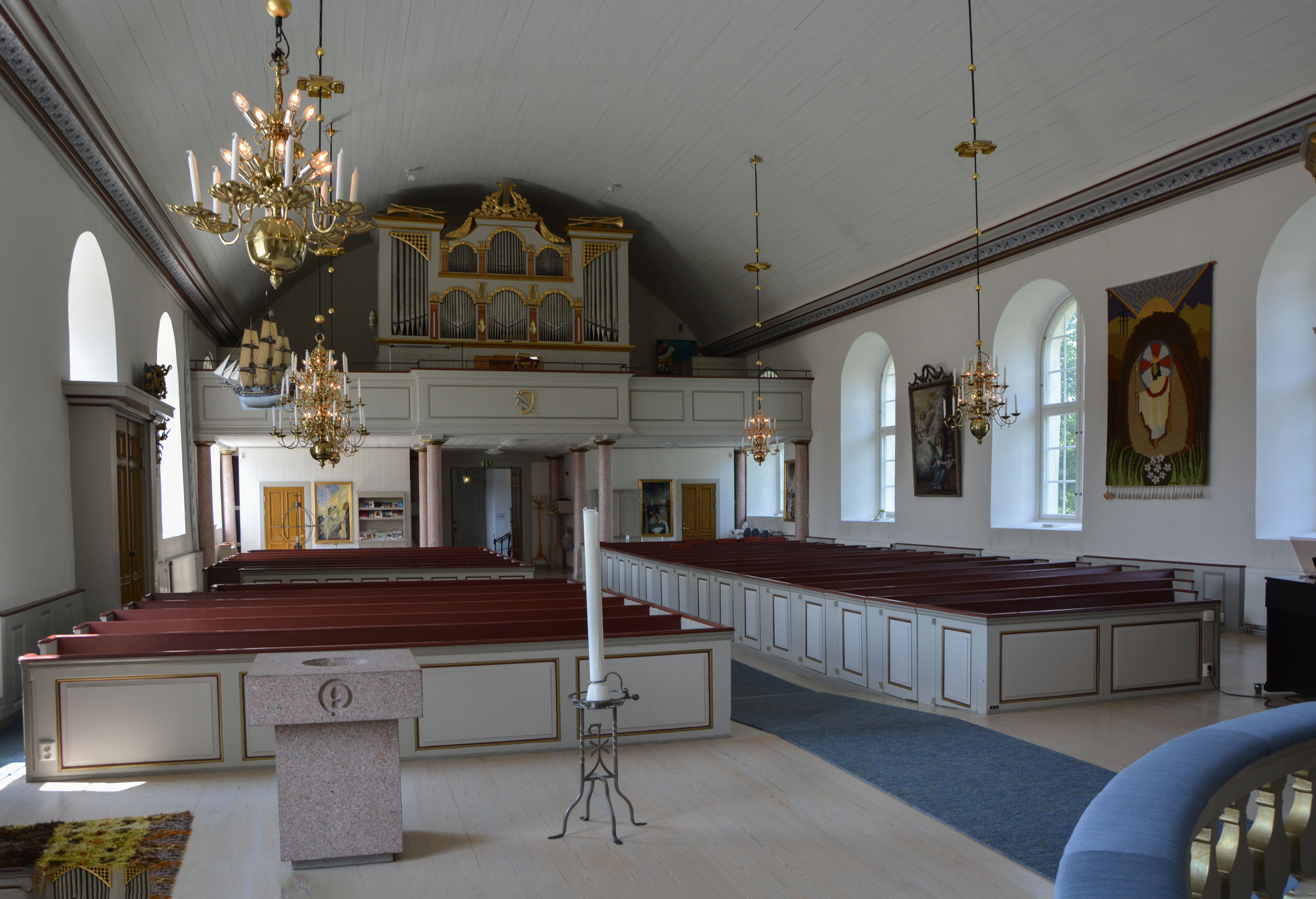
Kyrkorummet mot väster.
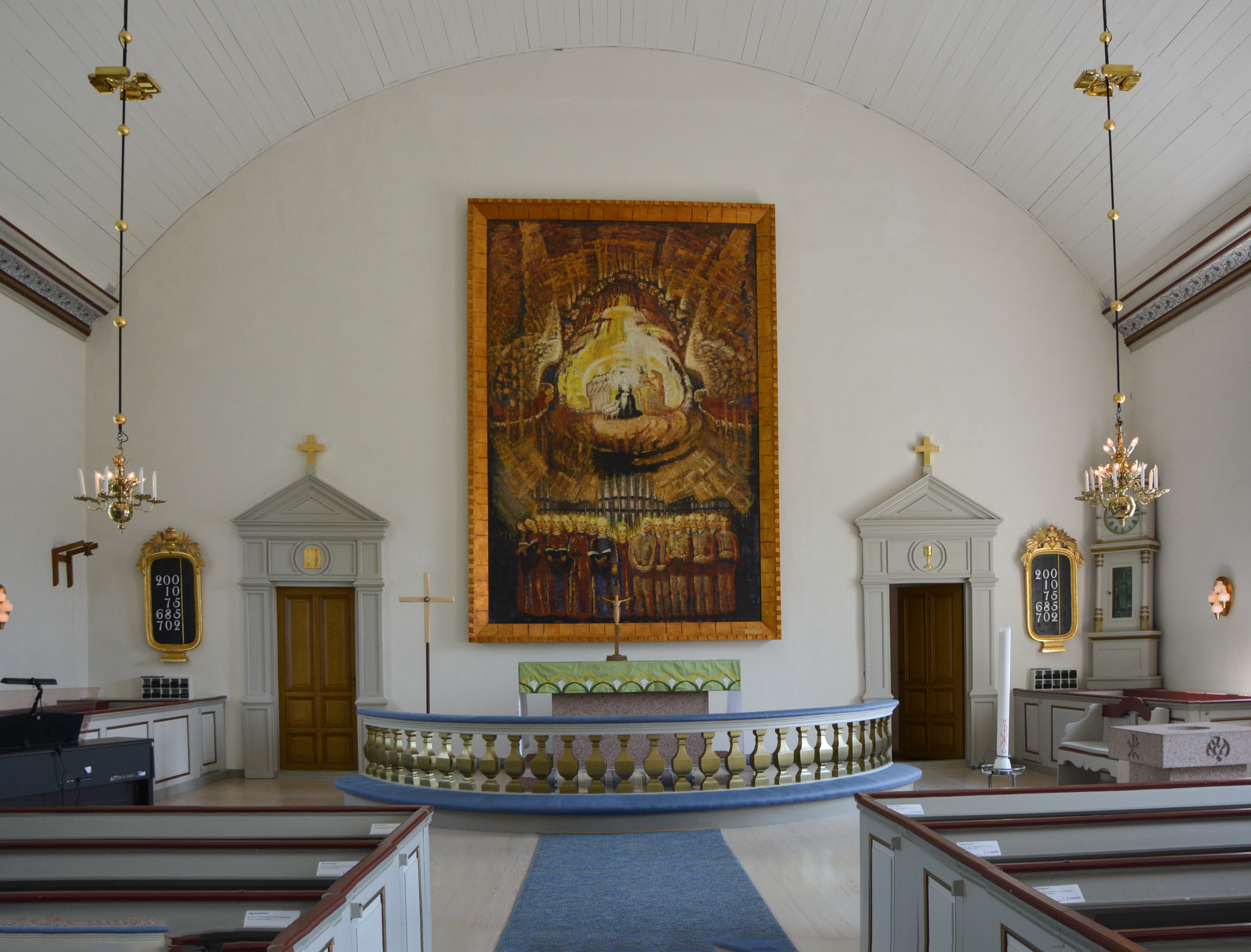
Koret.
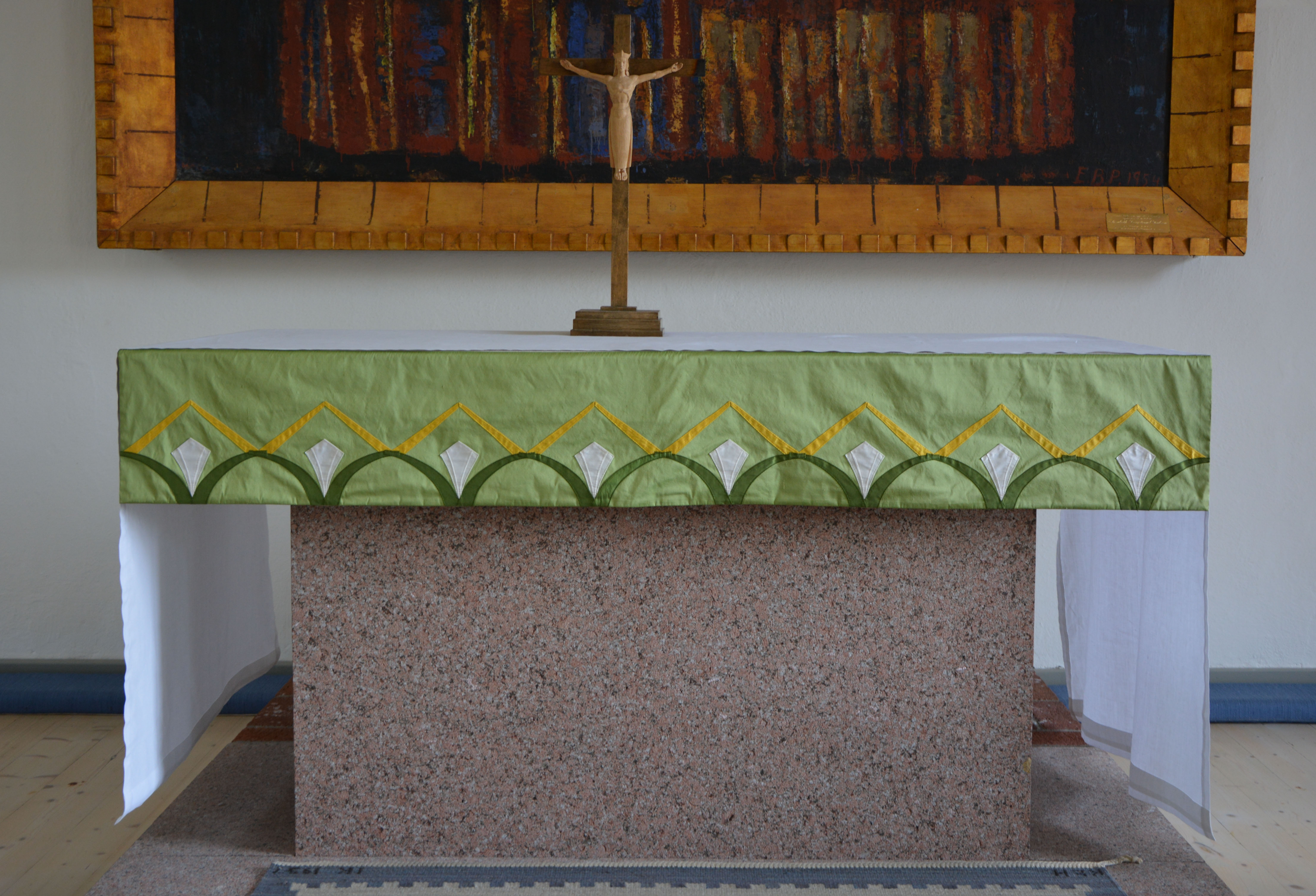
Altaret.
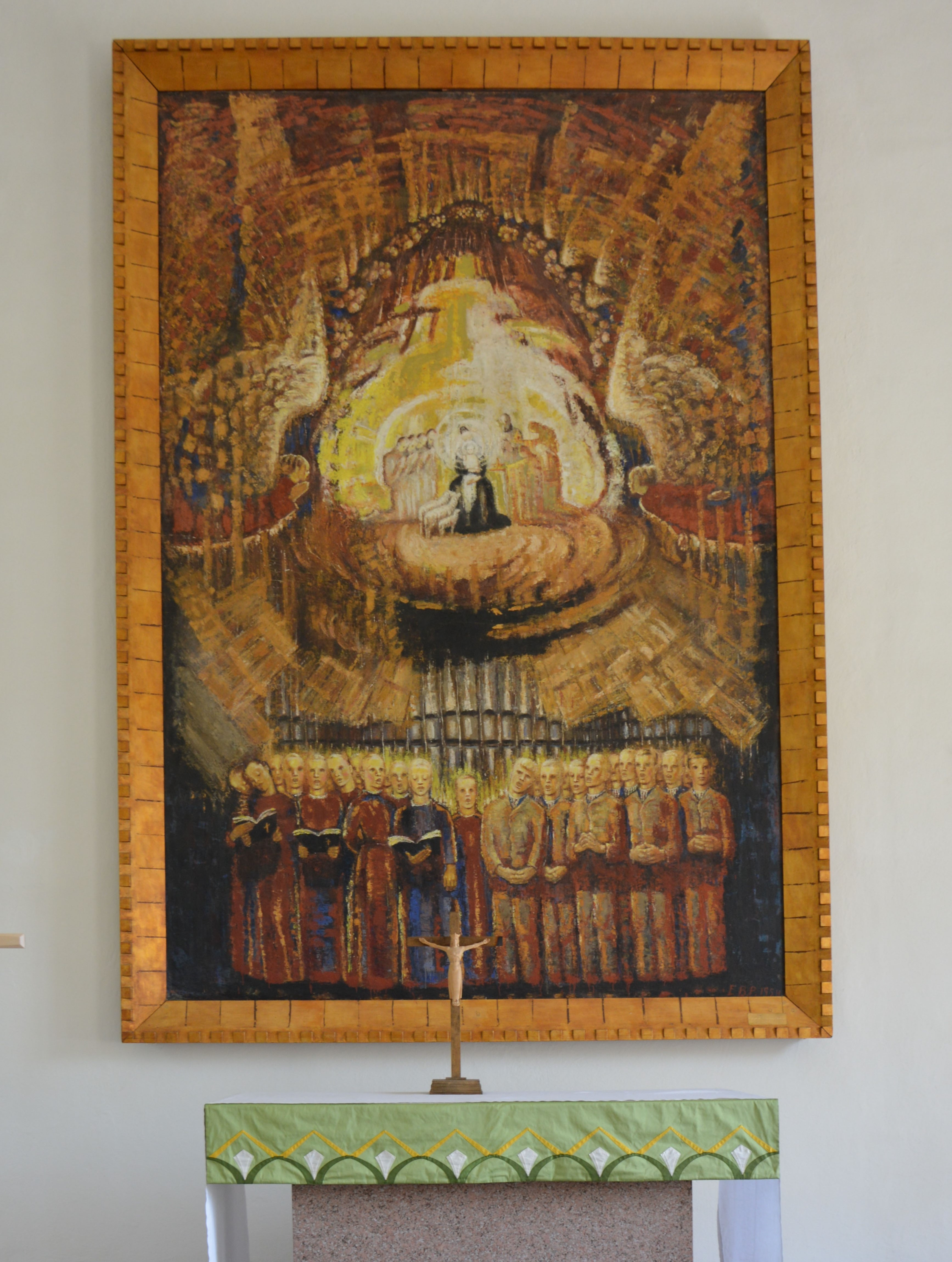
Altartavla av Elisabeth Bergstrand-Poulsen.
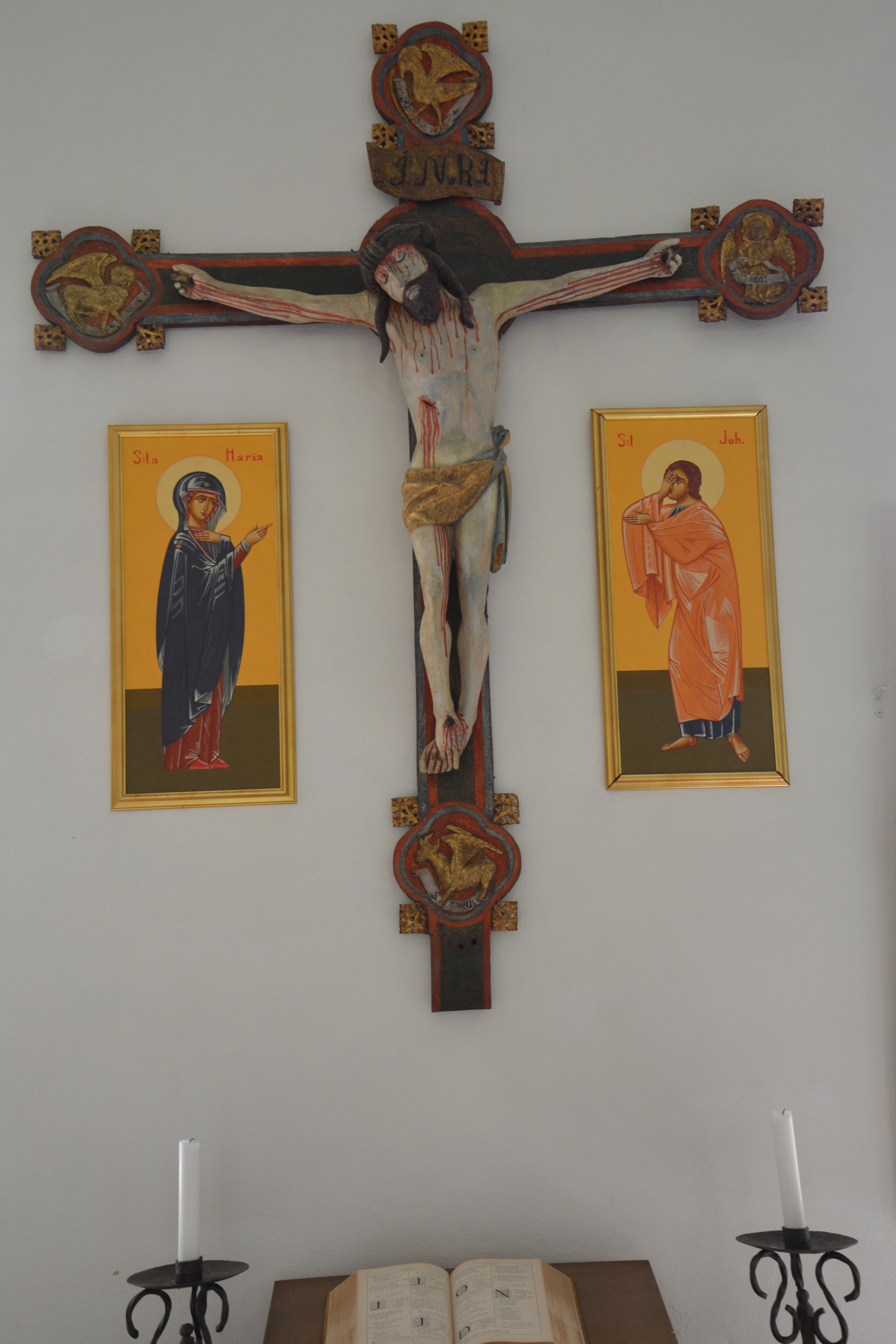
Triumkrucifix från 1500-talet.
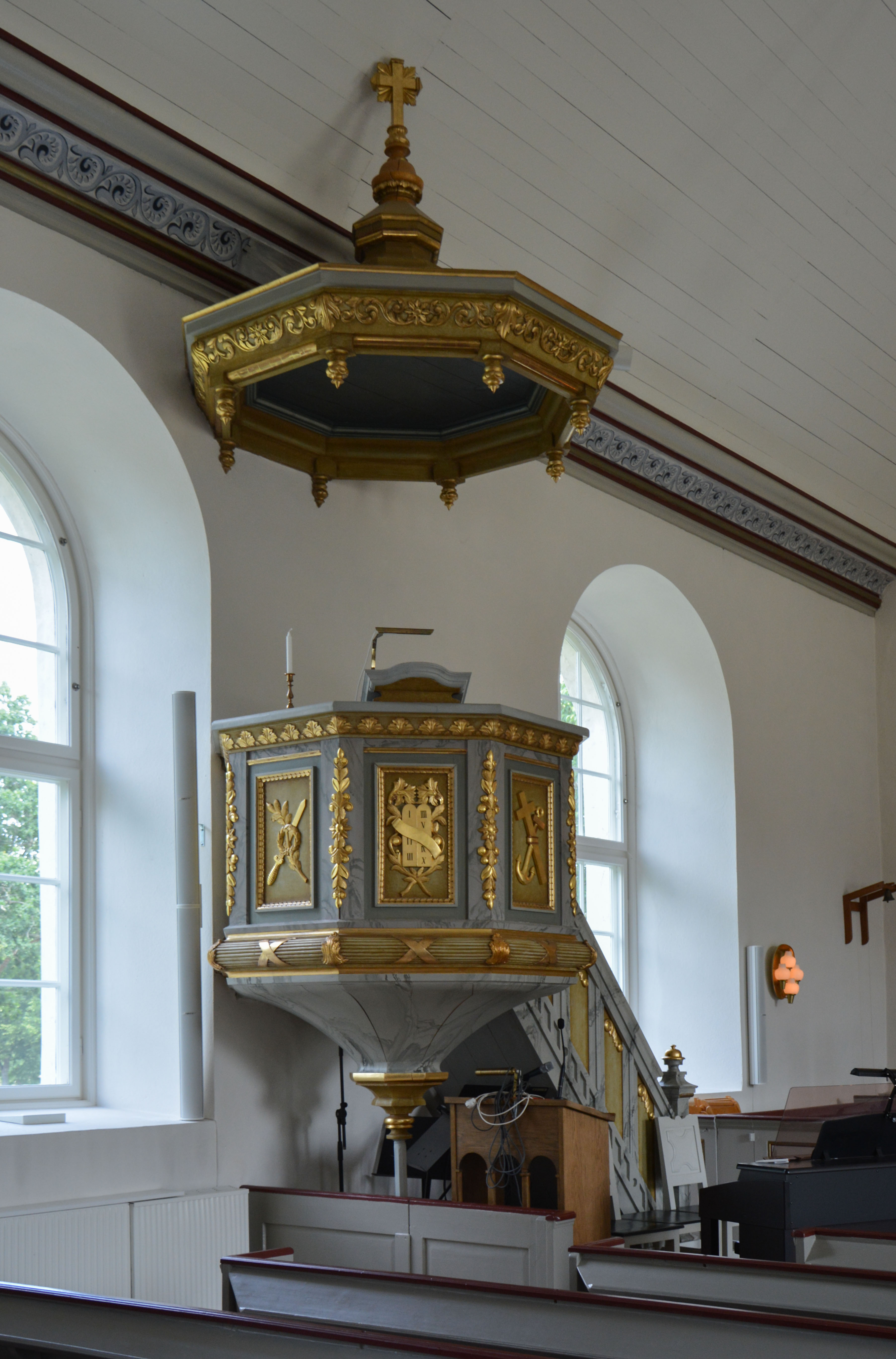
Predikstolen.
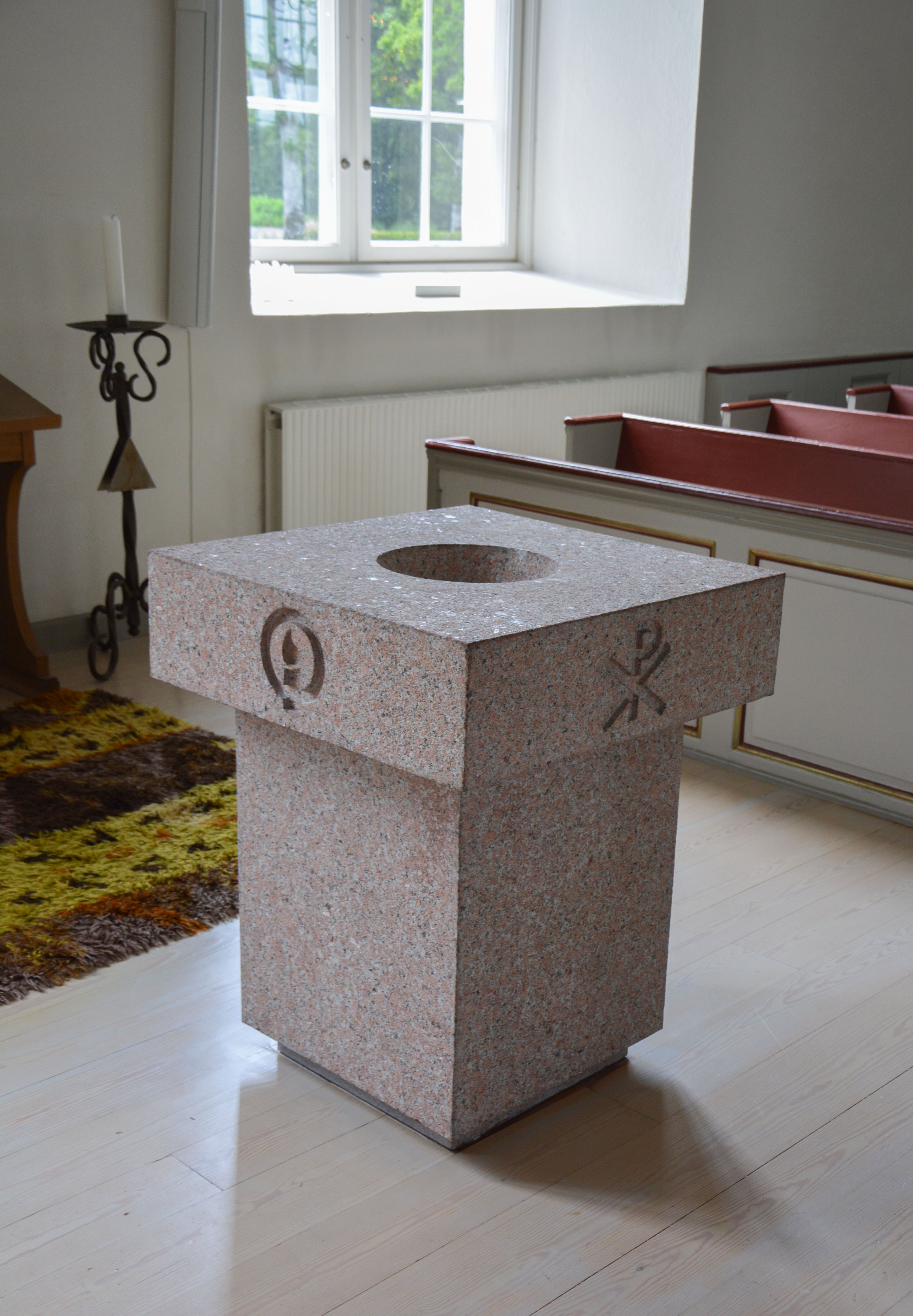
Dopfunten.
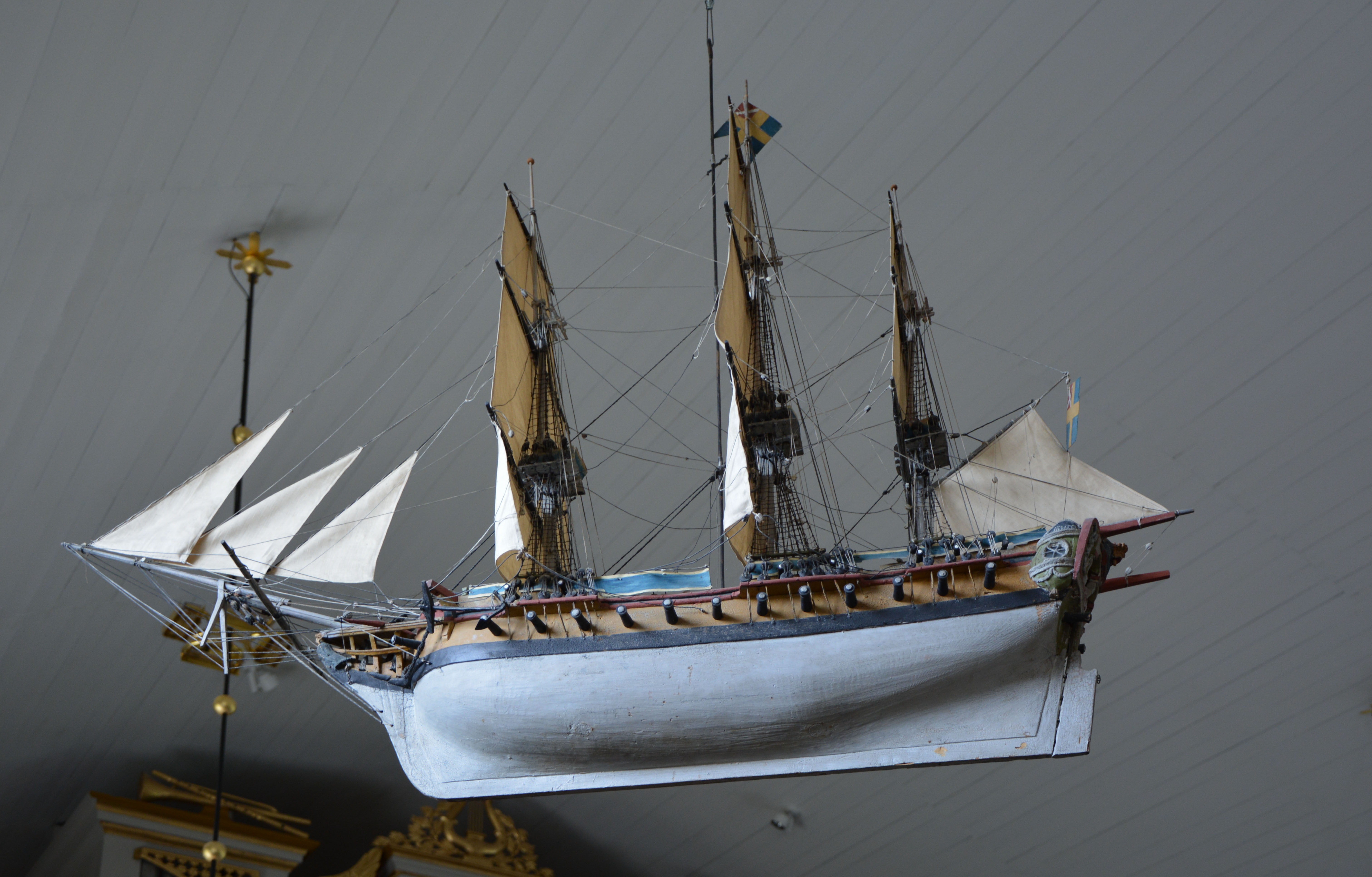
Votivskepp.

## Kyrkliga högtider vid livets början och livets slut av Elisabeth Bergstrand-Poulsen

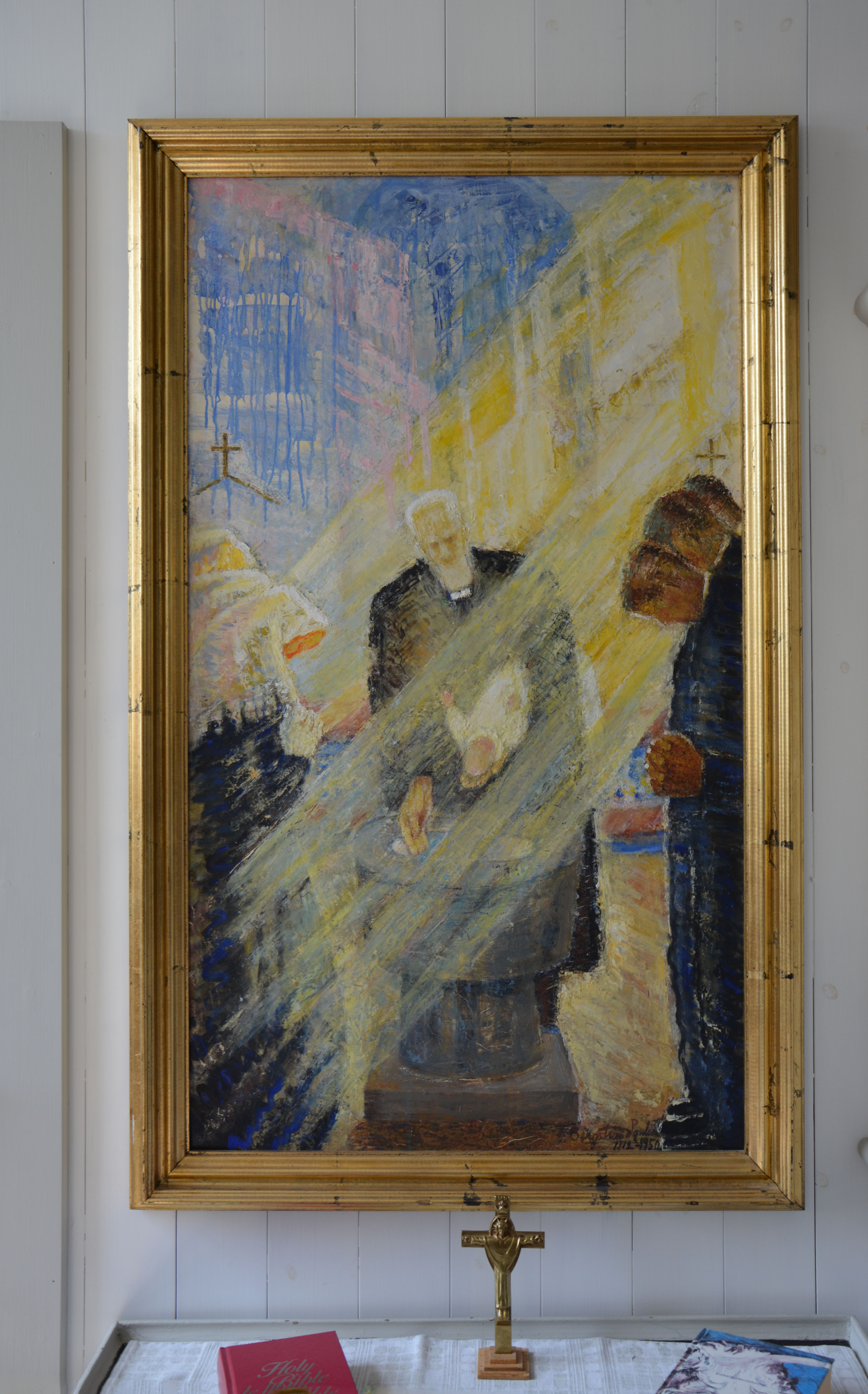
Dop
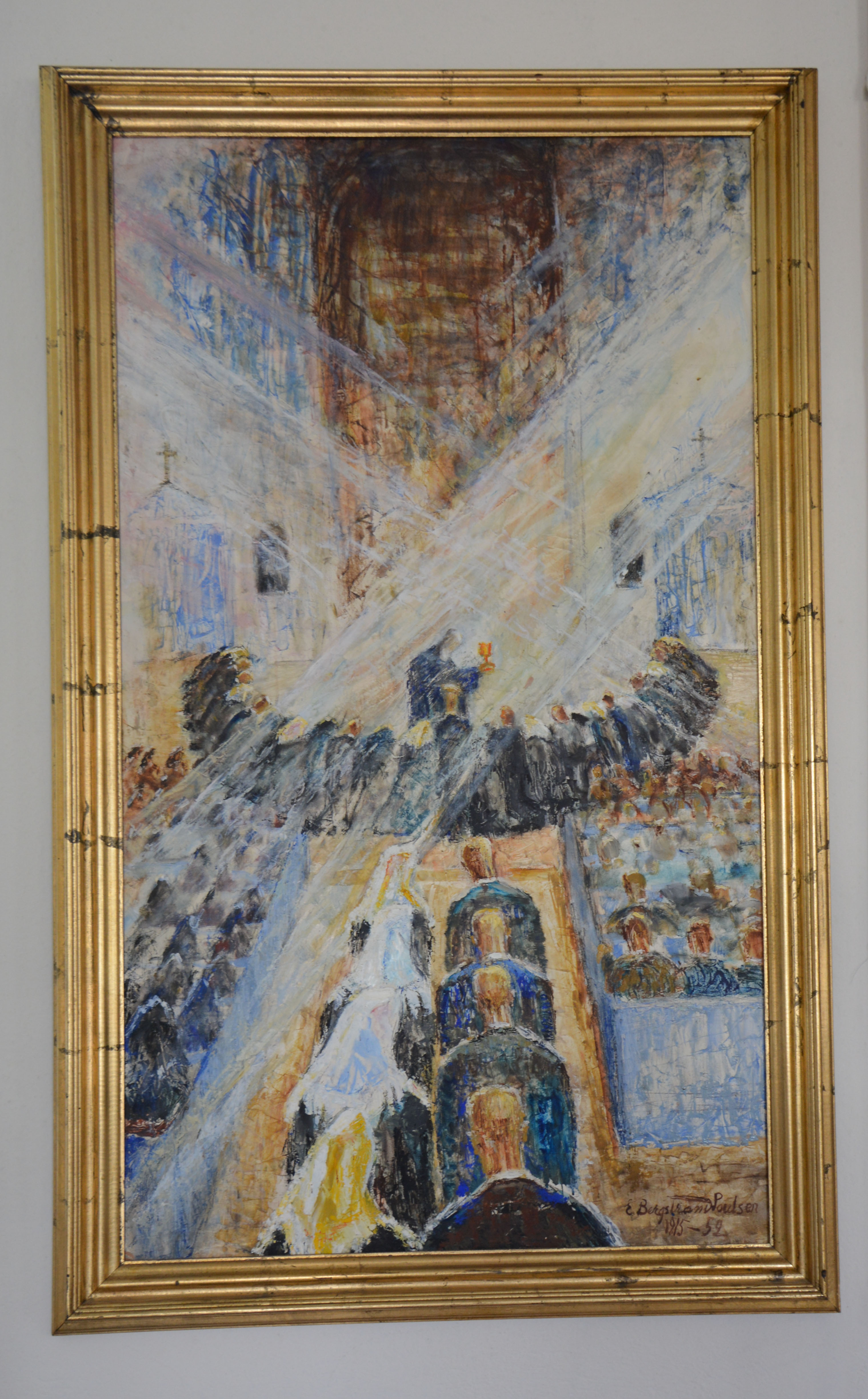
Konfirmation och första nattvarden
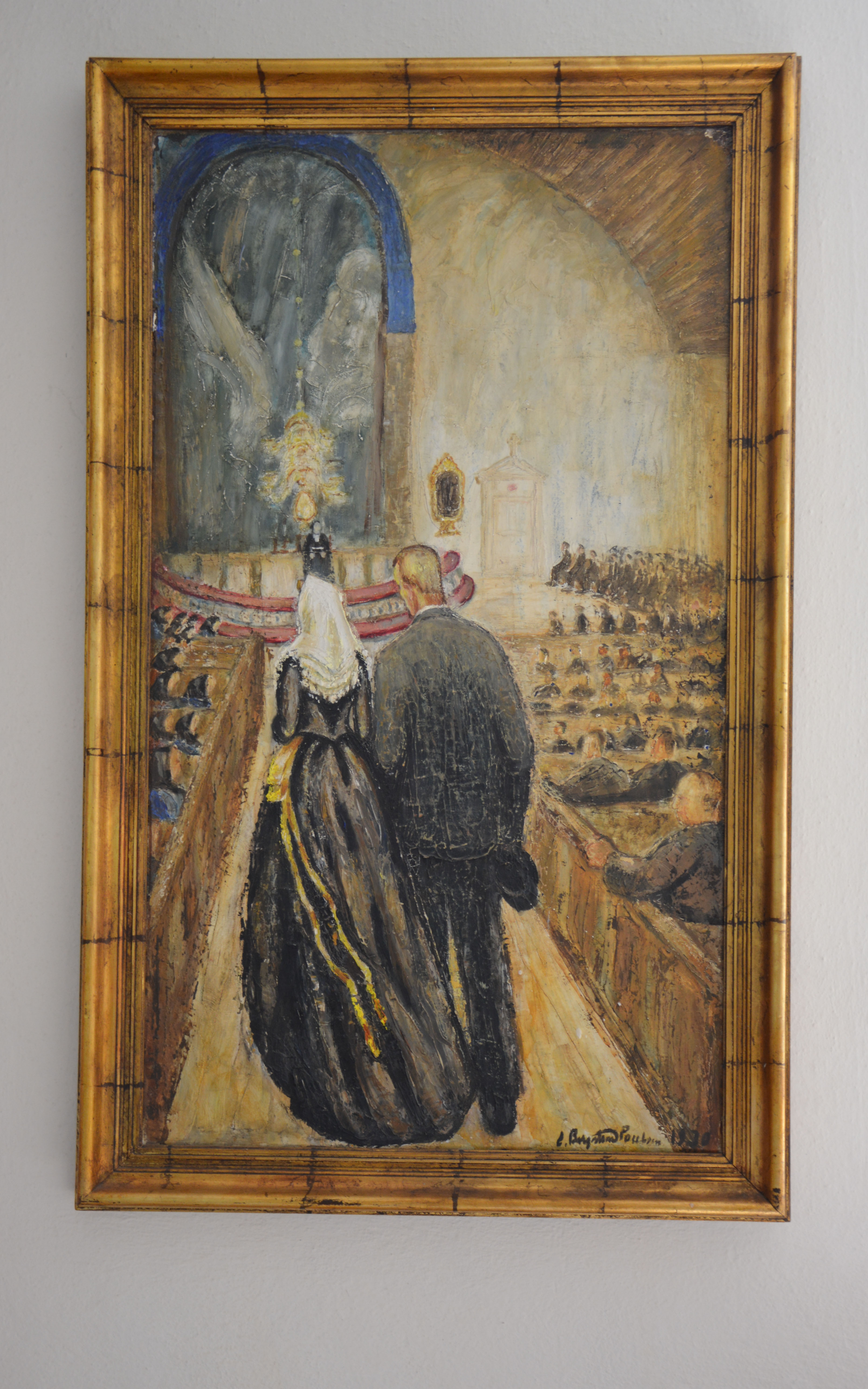
Vigsel
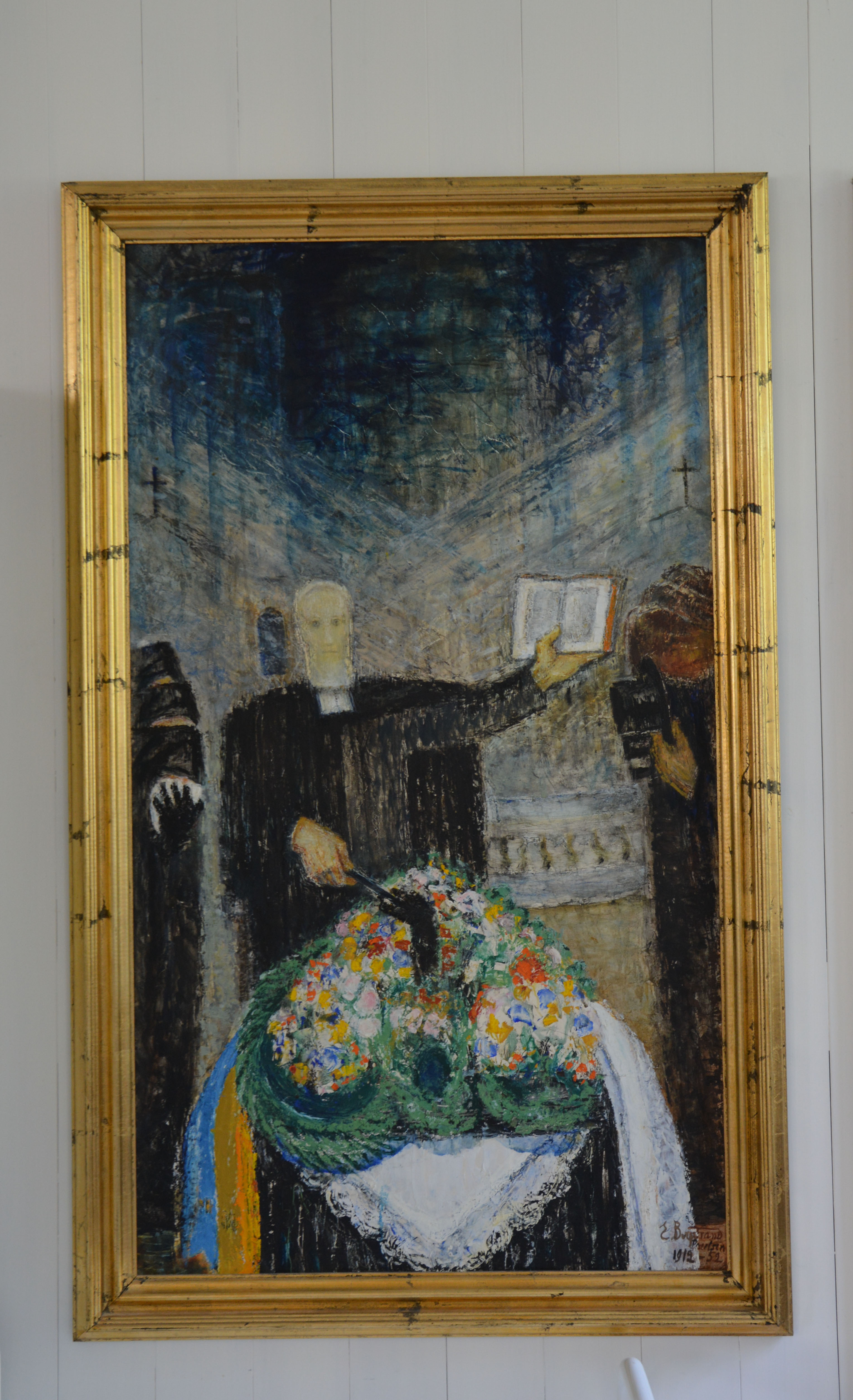
Begravning